# Operace Medina
Operace Medina (hebrejsky:  מבצע מדינה, Mivca Medina, doslova Operace Stát) byla vojenská akce provedená během první arabsko-izraelské války (respektive jí předcházející občanské války v Palestině) v květnu 1948, těsně před koncem britského mandátu nad Palestinou a vznikem státu Izrael, židovskými jednotkami Hagana, jejímž cílem bylo dobýt arabskou vesnici Kafr Saba sousedící s židovskou osadou Kfar Saba.

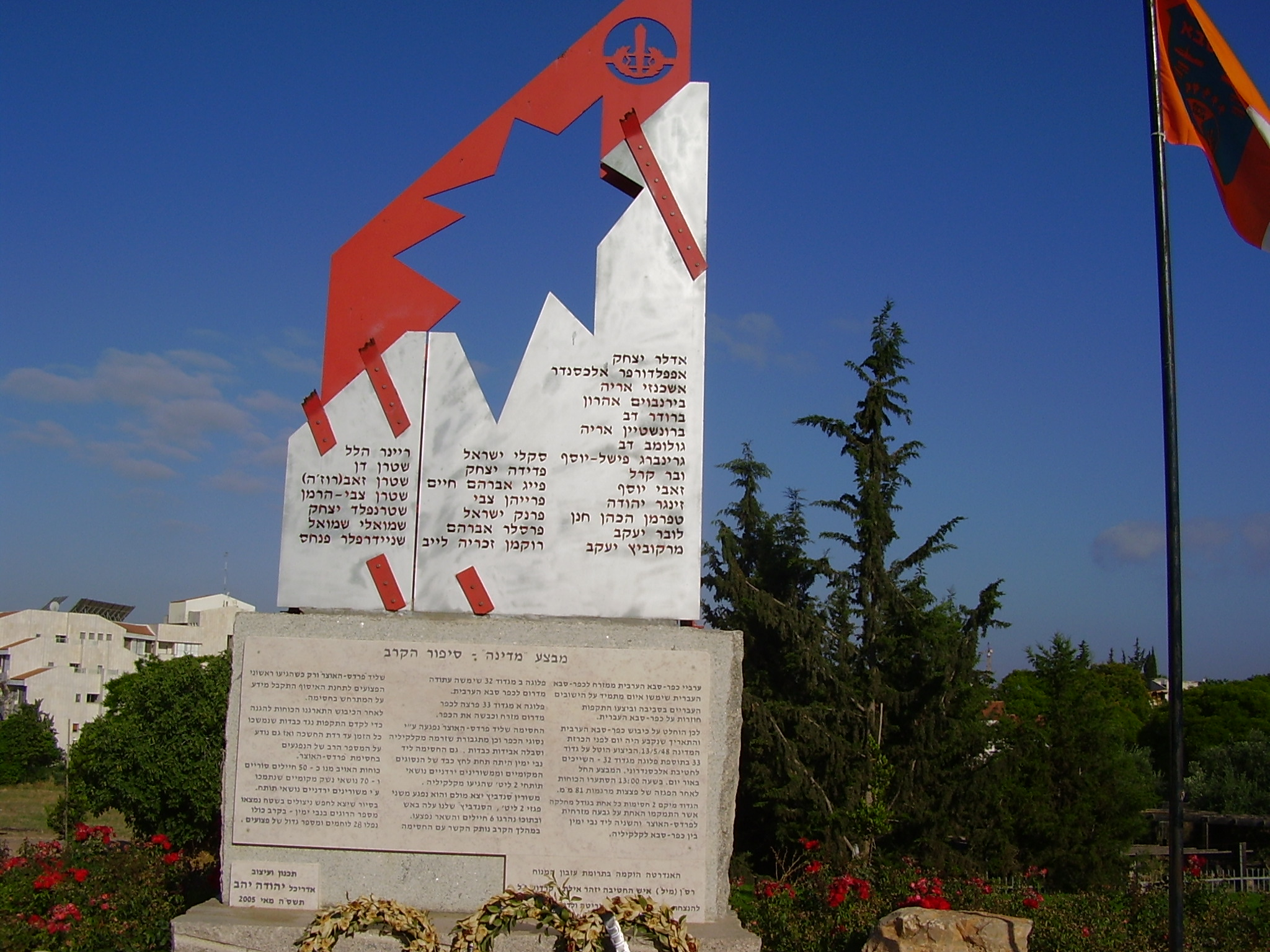
Pomník padlým z bojů v roce 1948 v Kfar Saba

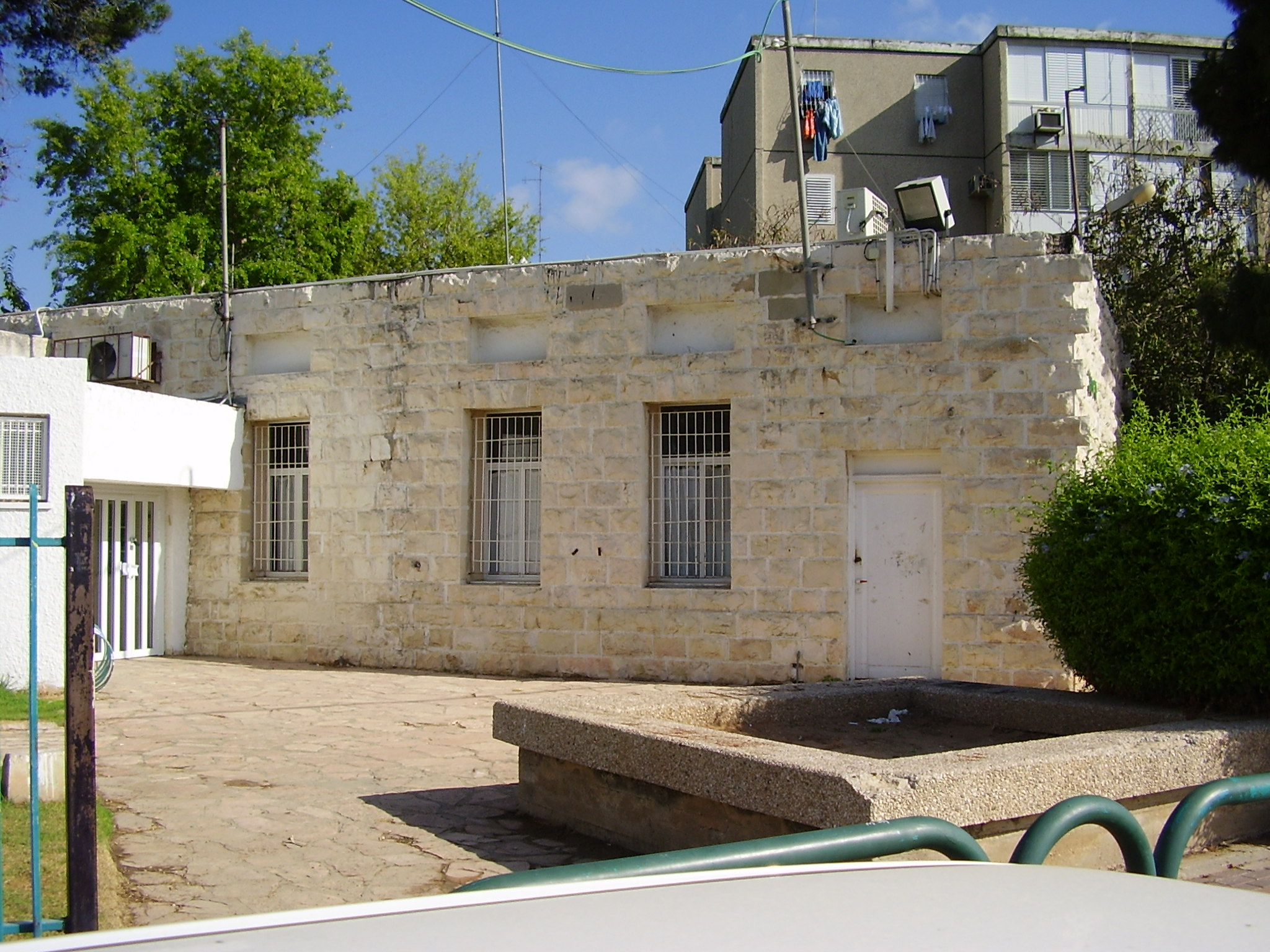
Kamenný dům v Kfar Sabě, jediný pozůstatek arabské vesnice Kafr Saba

Až do roku 1948 spolu v pobřežní nížině severovýchodně od Tel Avivu sousedila židovská obec Kfar Saba a arabská Kafr Saba. Na jaře 1948 v této oblasti sílily vzájemné útoky. Lokalita byla citlivým bodem i proto, že souvislé arabské osídlení zde u Kafr Saba dosahovalo do vzdálenosti jen několika kilometrů k břehům Středozemního moře a v případě očekávané arabské invaze zde hrozilo přetržení teritoria židovského státu. Východně odtud navíc leželo větší arabské město Kalkílija. V Kafr Saba měla své pozice Arabská osvobozenecká armáda Fauzí al-Kaukdžího. Po sérii těžkých arabských útoků počátkem května bylo rozhodnuto provést frontální útok na Kafr Saba. Operaci prováděla Brigáda Alexandroni. Akce začala v poledne 13. května, tedy jen několik desítek hodin před koncem britského mandátu a vyhlášením židovského státu (odtud název operace). Bitva o Kafr Saba trvala asi dvě hodiny a Židům se podařilo vesnici dobýt. Arabské obyvatelstvo uprchlo. Arabská legie se pak pokusila o protiútok, ale ovládnout Kafr Saba se jí už nepodařilo. Při operaci zemřelo 29 židovských vojáků.